# Hakon Barfod
Pour les articles homonymes, voir Barfod.
Hakon Barfod est un skipper norvégien né le 17 août 1926 à Oslo et mort le 4 novembre 2013 à Bærum.

## Biographie
Hakon Barfod participe aux Jeux olympiques d'été de 1948 à Londres, où il remporte avec Sigve Lie et Thor Thorvaldsen la médaille d'or en classe Dragon. Le trio norvégien conserve son titre aux Jeux olympiques d'été de 1952 à Helsinki.